# Ueli Schmezer
Ueli Schmezer, né le 22 juillet 1961 à Berne (originaire du même lieu), est un journaliste, un chanteur et une personnalité politique suisse, membre du Parti socialiste.
Il est député du canton de Berne au Conseil national depuis mars 2025.

## Biographie
Ueli Schmezer naît le 22 juillet 1961 à Berne. Il est originaire de la même ville. Son père est le poète Guido Schmezer (de).
Il est le présentateur de l'émission télévisée Kassensturz (de), diffusée sur SRF 1, de 1996 à 2021.
Il est marié et père de trois enfants.

## Parcours politique
Premier des non-élus de la liste du Parti socialiste du canton de Berne lors des élections fédérales de 2023, il accède au Conseil national le 4 mars 2025 à la suite de la démission de Matthias Aebischer. Il y est membre de la Commission des affaires juridiques (CAJ).